# NGC 3709
NGC 3709 est une entrée du New General Catalogue qui concerne un corps céleste perdu, ou inexistant dans la constellation du Lion. Cet objet a été enregistré par l'astronome américain Ormond Stone en 1886